# Uruguay op de Olympische Zomerspelen 1952
Uruguay nam deel aan de Olympische Zomerspelen 1952 in Helsinki, Finland. Net als vier jaar eerder werden twee medailles gewonnen. Toen waren het zilver en brons, nu twee keer brons.

## Medailles

### 3Brons
- Sergio Matto, Wilfredo Pelaez, Carlos Roselló, Tabaré Larre, Adesio Lombardo, Roberto Lovera, Héctor Costa, Nelson Demarco, Héctor Garcia, Martín Acosta y Lara, Enrique Baliño en Victorio Cieslinskas — Basketbal, mannentoernooi
- Juan Rodríguez en Miguel Seijas — Roeien, mannen dubbel-twee

## Resultaten en deelnemers per onderdeel

### Atletiek
- Hércules Ascune
- Estrella Puente

### Basketbal

#### Mannentoernooi
- Hoofdronde (Groep A)
  - Versloeg Tsjechoslowakije (53-51)
  - Versloeg Hongarije (70-56)
  - Verloor van Verenigde Staten (44-57)
- Finaleronde (Groep A)
  - Verloor van Frankrijk (56-58)
  - Versloeg Bulgarije (62-54)
  - Versloeg Argentinië (66-65)
- Halve finale
  - Verloor van Sovjet-Unie (57-61)
- Om de derde plaats
  - Versloeg Argentinië (68-59) →  Brons
- Spelers
  - Martín Acosta y Lara
  - Enrique Baliño
  - Victorio Cieslinskas
  - Héctor Costa
  - Nelson Demarco
  - Héctor García
  - Tabaré Larre Borges
  - Adesio Lombardo
  - Roberto Lovera
  - Sergio Matto
  - Wilfredo Peláez
  - Carlos Rosello
- Hoofdcoach: Olguiz Rodríguez

### Boksen
- Luis Albino Acuña
- Luis Sosa

### Moderne vijfkamp
- Américo González
- Alberto Ortiz
- Lem Martínez

### Roeien
- Eduardo Risso
- Juan Rodríguez
- Miguel Seijas

### Schermen
- Sergio Iesi
- Ricardo Rimini di Cave

### Wielersport

#### Wegwedstrijden
Mannen individuele wegwedstrijd (190.4 km)
- Virgilio Pereyra — 5:22:33.4 (→ 33e plaats)
- Luis Angel de los Santos — 5:22:34.4 (→ 38e plaats)
- Mario Machado — 5:23:33.7 (→ 39e plaats)
- Julio Sobrera — niet gefinisht (→ niet geklasseerd)

#### Baanwedstrijden
Mannen 1.000m tijdrit
- Luis Angel de los Santos
  - Finale — 1:17.0 (→ 19e plaats)
- Juan de Armas
- Atilio Francois
- Luis Pedro Serra

### Zeilen
- Eugenio Lauz Santurio

### Zwemmen
- Eduardo Priggione

Argentinië · Australië · Bahama's · België · Bermuda · Birma · Brazilië · Brits-Guiana · Bulgarije · Canada · Ceylon · Chili · China · Cuba · Denemarken · Duitsland · Egypte · Filipijnen · Finland · Frankrijk · Goudkust · Griekenland · Groot-Brittannië · Guatemala · Hongarije · Hongkong · Ierland · IJsland · India · Indonesië · Iran · Israël · Italië · Jamaica · Japan · Joegoslavië · Libanon · Liechtenstein · Luxemburg · Mexico · Monaco · Nederland · Nederlandse Antillen · Nieuw-Zeeland · Nigeria · Noorwegen · Oostenrijk · Pakistan · Panama · Polen · Portugal · Puerto Rico · Roemenië · Saarland · Singapore ·  Sovjet-Unie · Spanje · Thailand · Trinidad en Tobago · Tsjecho-Slowakije · Turkije · Uruguay · Venezuela · Verenigde Staten · Vietnam · Zuid-Afrika · Zuid-Korea · Zweden · Zwitserland